# Formazioni di Extraliga slovacca di pallavolo femminile 2013-2014
Formazioni delle squadre di pallavolo partecipanti alla stagione 2013-2014 del campionato di Extraliga slovacca.

## Volejbalový Klub Doprastav Bratislava
| N° | Nome                 | Ruolo | Data di nascita  | Nazionalità sportiva |
| -- | -------------------- | ----- | ---------------- | -------------------- |
| -  | Tomáš Varga          | All   | 5 agosto 1981    | Slovacchia           |
| 1  | Michaela Martináková | S/O   | 20 aprile 1994   | Slovacchia           |
| 2  | Lucia Hatinová       | C     | 28 febbraio 1984 | Slovacchia           |
| 3  | Michaela Abrhámová   | C     | 31 agosto 1993   | Slovacchia           |
| 4  | Dominika Drobňáková  | S     | 4 giugno 1992    | Slovacchia           |
| 5  | Petra Potocká        | C     | 5 giugno 1993    | Slovacchia           |
| 6  | Barbora Koseková     | P     | 22 novembre 1994 | Slovacchia           |
| 7  | Miroslava Reháková   | S     | 28 agosto 1994   | Slovacchia           |
| 10 | Daniela Mesková      | S     | 16 aprile 1984   | Slovacchia           |
| 11 | Radka Skalová        | S     | 6 settembre 1991 | Slovacchia           |
| 12 | Monika Stankovianska | S/O   | 26 novembre 1986 | Slovacchia           |
| 13 | Lenka Ovečková       | P     | 16 novembre 1995 | Slovacchia           |
| 15 | Lucia Nikmonová      | L     | 13 ottobre 1993  | Slovacchia           |

## VŠK Paneurópa
| N° | Nome                | Ruolo | Data di nascita   | Nazionalità sportiva |
| -- | ------------------- | ----- | ----------------- | -------------------- |
| -  | Michaela Cibulová   | All   | -                 | Slovacchia           |
| 1  | Lucia Bognárová     | S     | 22 dicembre 1983  | Slovacchia           |
| 2  | Katarína Pozorová   | C     | 27 marzo 1986     | Slovacchia           |
| 3  | Alexandra Nagyová   | P     | 26 dicembre 1990  | Slovacchia           |
| 4  | Lucia Behúnová      | S     | 20 settembre 1986 | Slovacchia           |
| 5  | Veronika Plavčanová | L     | 17 ottobre 1986   | Slovacchia           |
| 6  | Hana Pifková        | C     | 27 novembre 1985  | Slovacchia           |
| 7  | Ľubica Šipošová     | S     | 29 aprile 1981    | Slovacchia           |
| 8  | Antónia Golitková   | S/O   | 9 agosto 1987     | Slovacchia           |
| 10 | Michala Halmová     | P     | 4 luglio 1986     | Slovacchia           |
| 11 | Ada Šimšíková       | C     | 14 aprile 1983    | Slovacchia           |
| 12 | Adriana Marjenková  | C     | 27 ottobre 1993   | Slovacchia           |
| 13 | Lívia Kručovská     | C     | 23 settembre 1987 | Slovacchia           |
| 14 | Martina Srncová     | S     | 24 aprile 1990    | Slovacchia           |
| 15 | Radka Kubaliaková   | L     | 15 gennaio 1993   | Slovacchia           |
| 16 | Tatiana Santová     | C     | 22 luglio 1995    | Slovacchia           |
| 18 | Lucia Čižmárová     | S/O   | 24 marzo 1988     | Slovacchia           |

## Volejbalový Klub Slávia UK Bratislava
| N° | Nome                  | Ruolo | Data di nascita   | Nazionalità sportiva |
| -- | --------------------- | ----- | ----------------- | -------------------- |
| -  | Martin Hančík         | All   | -                 | Slovacchia           |
| 1  | Romana Hudecová       | S     | 21 settembre 1993 | Slovacchia           |
| 2  | Diana Mitrengová      | S/O   | 3 gennaio 1991    | Slovacchia           |
| 3  | Miroslava Kuciaková   | S     | 31 gennaio 1989   | Slovacchia           |
| 4  | Barbora Svatošová     | P     | 27 febbraio 1990  | Slovacchia           |
| 5  | Valentína Sikelová    | S     | 18 settembre 1995 | Slovacchia           |
| 6  | Jaroslava Smataníková | P     | 5 gennaio 1992    | Slovacchia           |
| 7  | Simona Kóšová         | C     | 27 marzo 1992     | Slovacchia           |
| 8  | Kristína Harmanová    | C     | 30 giugno 1994    | Slovacchia           |
| 9  | Monika Doležajová     | L     | 6 settembre 1995  | Slovacchia           |
| 10 | Monika Rákošová       | C     | 30 settembre 1987 | Slovacchia           |
| 11 | Nikola Pištěláková    | S/O   | 3 aprile 1994     | Slovacchia           |
| 13 | Lucia Mikšíková       | S     | 4 ottobre 1997    | Slovacchia           |
| 14 | Sandra Szabóová       | C     | 22 luglio 1996    | Slovacchia           |
| 15 | Lucia Mitrengová      | P     | 27 agosto 1998    | Slovacchia           |
| 17 | Darja Doluda          | S     | 31 maggio 1996    | Ucraina              |

## Kežmarská Volejbalová MŠK Oktan
| N° | Nome                | Ruolo | Data di nascita   | Nazionalità sportiva |
| -- | ------------------- | ----- | ----------------- | -------------------- |
| -  | Blanka Špaková      | All   | -                 | Slovacchia           |
| 1  | Katarína Jakušová   | L     | 10 maggio 1975    | Slovacchia           |
| 3  | Zuzana Kredátusová  | S     | 25 febbraio 1992  | Slovacchia           |
| 4  | Lucia Kaplanová     | S     | 4 luglio 1991     | Slovacchia           |
| 5  | Katarína Petranová  | S/O   | 15 aprile 1989    | Slovacchia           |
| 7  | Lýdia Labudová      | C     | 4 agosto 1990     | Slovacchia           |
| 8  | Viera Rajčanová     | S     | 26 aprile 1989    | Slovacchia           |
| 9  | Tatiana Dragašeková | S/O   | 28 marzo 1982     | Slovacchia           |
| 10 | Anna Becková        | C     | 18 settembre 1991 | Slovacchia           |
| 11 | Zuzana Harčárová    | P     | 30 luglio 1990    | Slovacchia           |
| 12 | Veronika Skupinová  | S     | 4 novembre 1992   | Slovacchia           |
| 13 | Monika Smák         | P     | 29 agosto 1973    | Slovacchia           |
| 17 | Alexandra Závadská  | S     | 27 marzo 1990     | Slovacchia           |
| 99 | Daniela Hudáková    | P     | 1º gennaio 1981   | Slovacchia           |

## Volejbal Club Univerzita Selyeho Komárno
| N° | Nome                 | Ruolo | Data di nascita   | Nazionalità sportiva |
| -- | -------------------- | ----- | ----------------- | -------------------- |
| -  | Eva Koseková         | All   | -                 | Slovacchia           |
| 2  | Simona Mičianová     | C     | 24 maggio 1992    | Slovacchia           |
| 3  | Denisa Pavlíková     | P     | 25 agosto 1993    | Slovacchia           |
| 4  | Tamara Kuffová       | S/O   | 5 aprile 1993     | Slovacchia           |
| 5  | Veronika Pisarčíková | L     | 3 gennaio 1994    | Slovacchia           |
| 5  | Valentína Sikelová   | S     | 18 settembre 1995 | Slovacchia           |
| 6  | Soňa Babjaková       | C     | 26 giugno 1996    | Slovacchia           |
| 7  | Petra Poláková       | S/O   | 30 luglio 1991    | Slovacchia           |
| 8  | Katarína Móderová    | P     | 11 luglio 1995    | Slovacchia           |
| 9  | Zuzana Čontofalská   | C     | 3 marzo 1991      | Slovacchia           |
| 10 | Dominika Škodová     | P     | 31 luglio 1991    | Slovacchia           |
| 11 | Barbara Malíková     | C     | 25 marzo 1991     | Slovacchia           |
| 12 | Vladimíra Roštárová  | P     | 28 marzo 1993     | Slovacchia           |
| 13 | Laura Začková        | S     | 1º settembre 1994 | Slovacchia           |
| 14 | Lenka Martinatová    | S     | 19 agosto 1993    | Slovacchia           |
| 15 | Iveta Kóšová         | S/O   | 10 aprile 1989    | Slovacchia           |
| 18 | Monika Hrubinová     | S     | 27 luglio 1990    | Slovacchia           |

## COP Volley Nitra
| N° | Nome                   | Ruolo | Data di nascita   | Nazionalità sportiva |
| -- | ---------------------- | ----- | ----------------- | -------------------- |
| -  | Jaroslav Vlk           | All   | 12 novembre 1961  | Slovacchia           |
| 1  | Natália Balcová        | S     | 1º giugno 1998    | Slovacchia           |
| 2  | Erika Rešutíková       | P     | 6 febbraio 1996   | Slovacchia           |
| 3  | Jana Jaščurová         | L     | 18 ottobre 1996   | Slovacchia           |
| 5  | Diana Kočišová         | P     | 24 aprile 1997    | Slovacchia           |
| 6  | Michaela Candráková    | C     | 17 agosto 1996    | Slovacchia           |
| 7  | Veronika Chrenková     | C     | 23 maggio 1996    | Slovacchia           |
| 8  | Dominika Gladišová     | S     | 28 dicembre 1995  | Slovacchia           |
| 9  | Agáta Čepová           | S     | 19 novembre 1994  | Slovacchia           |
| 10 | Simona Kmecová         | C     | 15 febbraio 1995  | Slovacchia           |
| 11 | Michaela Korená        | C     | 17 gennaio 1995   | Slovacchia           |
| 12 | Kristína Maštalírová   | S     | 26 febbraio 1996  | Slovacchia           |
| 13 | Michaela Michalovičová | L     | 12 giugno 1995    | Slovacchia           |
| 14 | Lenka Budáčová         | P     | 16 settembre 1995 | Slovacchia           |
| 14 | Barbora Ninačová       | P     | 29 giugno 1987    | Slovacchia           |
| 15 | Dana Šípková           | S/O   | 8 giugno 1995     | Slovacchia           |
| 16 | Zuzana Písečná         | S/O   | 28 maggio 1997    | Slovacchia           |
| 17 | Lucia Poláčková        | S     | 31 luglio 1996    | Slovacchia           |
| 19 | Valentína Vendéghová   | S     | 1º maggio 1996    | Slovacchia           |
| 20 | Kristína Klatá         | C     | 7 maggio 1997     | Slovacchia           |
| 21 | Monika Šimková         | S/O   | 21 giugno 1998    | Slovacchia           |

## ŠK UKF Nitra
| N° | Nome                  | Ruolo | Data di nascita   | Nazionalità sportiva |
| -- | --------------------- | ----- | ----------------- | -------------------- |
| -  | Ľuboš Červeň          | All   | -                 | Slovacchia           |
| 1  | Lucia Repovská        | S     | 16 luglio 1989    | Slovacchia           |
| 2  | Ria Grulišová         | C     | 7 aprile 1993     | Slovacchia           |
| 3  | Daniela Hradecká      | P     | 17 agosto 1989    | Slovacchia           |
| 4  | Lívia Netolická       | S     | 4 dicembre 1995   | Slovacchia           |
| 5  | Monika Frindtová      | C     | 13 agosto 1991    | Slovacchia           |
| 6  | Mária Uváčiková       | S/O   | 24 agosto 1991    | Slovacchia           |
| 7  | Katarína Kukučková    | S     | 29 aprile 1993    | Slovacchia           |
| 8  | Lenka Hradecká        | L     | 20 luglio 1988    | Slovacchia           |
| 9  | Silvia Rudyová        | S     | 8 gennaio 1993    | Slovacchia           |
| 10 | Nikola Stümpelová     | C     | 21 marzo 1994     | Slovacchia           |
| 11 | Lucia Janovcová       | S/O   | 16 febbraio 1991  | Slovacchia           |
| 12 | Andrea Štrbová        | S     | 25 dicembre 1995  | Slovacchia           |
| 13 | Pavlína Mikulajová    | P     | 6 aprile 1994     | Slovacchia           |
| 14 | Veronika Richweissová | S     | 30 marzo 1995     | Slovacchia           |
| 15 | Veronika Hunčárová    | S/O   | 15 aprile 1994    | Slovacchia           |
| 16 | Michaela Oriabincová  | -     | 24 settembre 1997 | Slovacchia           |
| 17 | Simona Lukáčová       | P     | 24 ottobre 1992   | Slovacchia           |
| 18 | Dominika Ružbaská     | S     | 1º novembre 1993  | Slovacchia           |
| 19 | Alena Ružbaská        | S     | 20 gennaio 1998   | Slovacchia           |
| 20 | Dominika Floreková    | C     | 29 ottobre 1993   | Slovacchia           |
| 21 | Natália Nociarová     | S/O   | 19 novembre 1997  | Slovacchia           |

## Volejbal Tenis Club Pezinok
| N° | Nome                | Ruolo | Data di nascita   | Nazionalità sportiva |
| -- | ------------------- | ----- | ----------------- | -------------------- |
| -  | Pavel Bernáth       | All   | -                 | Slovacchia           |
| 1  | Veronika Hlavová    | C     | 26 giugno 1994    | Slovacchia           |
| 3  | Zuzana Paveleková   | L     | 9 dicembre 1986   | Slovacchia           |
| 4  | Andrea Bundzelová   | C     | 23 settembre 1988 | Slovacchia           |
| 5  | Katarína Fábryová   | S     | 22 marzo 1989     | Slovacchia           |
| 6  | Mária Kostelanská   | S     | 8 gennaio 1993    | Slovacchia           |
| 7  | Adela Grolmusová    | S/O   | 29 luglio 1994    | Slovacchia           |
| 8  | Monika Šmitalová    | C     | 31 marzo 1990     | Slovacchia           |
| 9  | Hana Cagáňová       | S     | 21 febbraio 1987  | Slovacchia           |
| 10 | Petra Ďurišová      | S/O   | 21 gennaio 1993   | Slovacchia           |
| 11 | Valéria Glóriková   | P     | 21 gennaio 1996   | Slovacchia           |
| 12 | Miroslava Patschová | P     | 15 settembre 1994 | Slovacchia           |
| 13 | Lenka Režná         | C     | 18 agosto 1995    | Slovacchia           |
| 14 | Aleoscar Blanco     | C     | 18 luglio 1987    | Venezuela            |

## Volejbalový Klub Spišská Nová Ves
| N° | Nome                  | Ruolo | Data di nascita   | Nazionalità sportiva |
| -- | --------------------- | ----- | ----------------- | -------------------- |
| -  | Ondrej Spišák         | All   | 7 settembre 1975  | Slovacchia           |
| 1  | Kamila Zaťková        | C     | 8 gennaio 1996    | Slovacchia           |
| 3  | Lucia Zeleňáková      | S/O   | 1º dicembre 1995  | Slovacchia           |
| 4  | Natália Bodáková      | L     | 2 maggio 1996     | Slovacchia           |
| 5  | Kristina Jordanska    | C     | 30 settembre 1988 | Bulgaria             |
| 7  | Jana Mikušová         | C     | 17 agosto 1987    | Slovacchia           |
| 8  | Nina Sandtnerová      | P     | 16 giugno 1983    | Slovacchia           |
| 9  | Michalina Kwasowska   | P     | 2 luglio 1992     | Polonia              |
| 10 | Bibiana Urbanová      | S/O   | 20 marzo 1996     | Slovacchia           |
| 11 | Katarína Olejníková   | S     | 25 settembre 1993 | Slovacchia           |
| 12 | Małgorzata Sikora     | S     | 11 gennaio 1995   | Polonia              |
| 13 | Michalina Jagodzińska | L     | 23 agosto 1984    | Polonia              |
| 17 | Veronika Nováková     | P     | 16 luglio 1995    | Slovacchia           |
| 18 | Ivana Povrazníková    | S/O   | 2 marzo 1989      | Slovacchia           |